# تاریخ لائوس

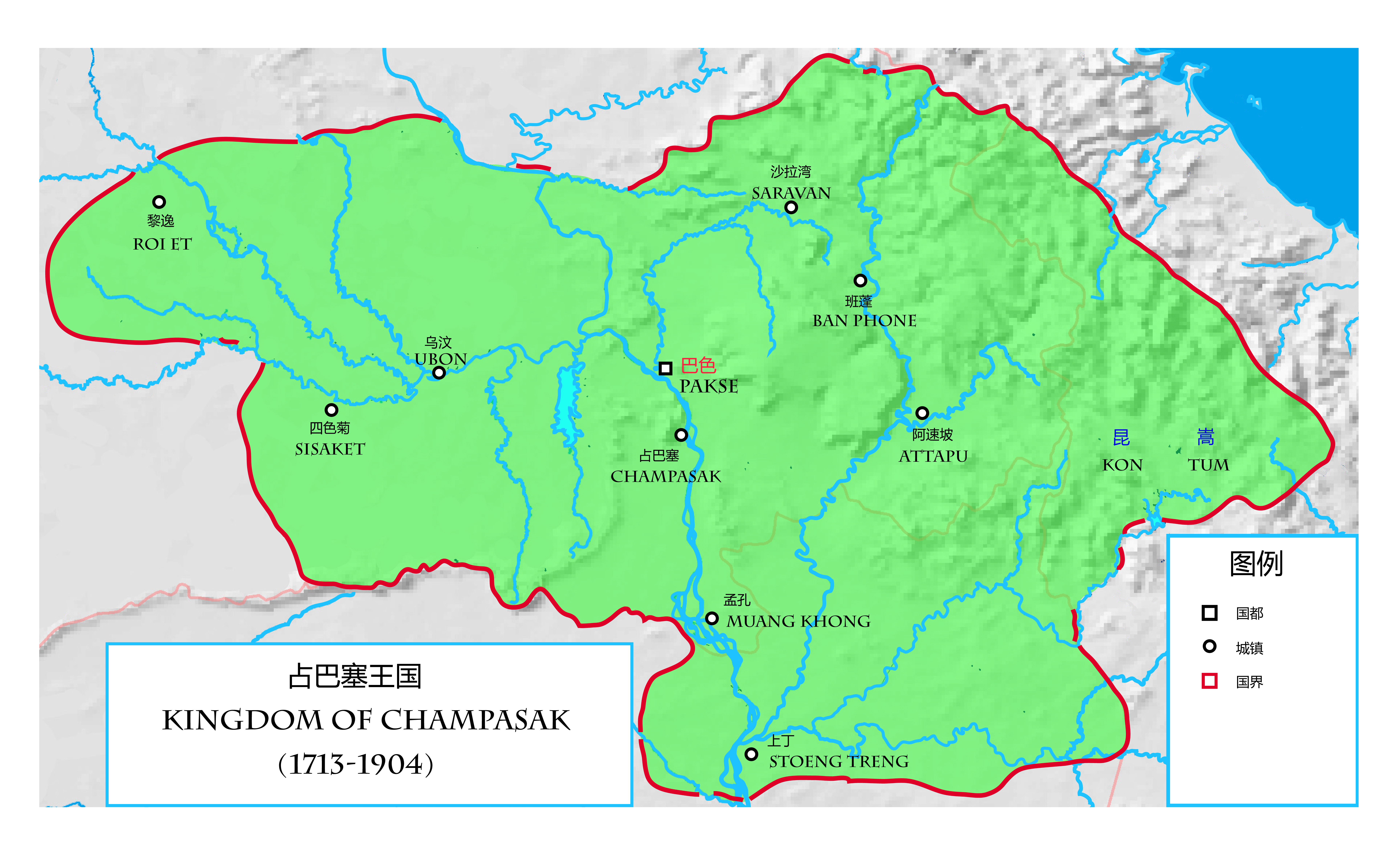
نقشه حضور لائوس

شواهدی از حضور بشر امروزی در ارتفاعات شمالی و مرکزی هندوچین، که سرزمین‌های دولت‌ملت امروزی لائوس را تشکیل می‌دهد، به دوره پارینه‌سنگی زیرین بازمی‌گردد. این نخستین مهاجران انسانی، استرالی-ملانزیایی بودند - که با فرهنگ هوابینهی مرتبطند و بلندی‌ها و مناطق داخلی، مناطق کم‌دسترس لائوس و تمام جنوب شرق آسیا را تا به امروز مسکونی کرده‌اند. 
از آنجا که لائوس به دریا راه ندارد، موج‌های بعدی مهاجرت دریایی آستروآسیایی و آسترونزیایی تأثیر کمی بر لائوس گذاشت. تماس مستقیم فرهنگ‌های چینی و هندی تأثیر بیشتری بر این کشور گذاشته است. 
مهاجرت اقوام تای و لائو به سمت جنوب و به لائوس تنها پس از قرن هشتم میلادی اتفاق افتاد. دولت‌ملت امروزی لائوس در سال ۱۹۵۳ از امپراتوری استعماری فرانسه جدا شد و به عنوان یک کشور مستقل پدید آمد. 
لائوس به شکلی ناکامل از سده سیزدهم در قالب پادشاهی لائویی لان زانگ وجود داشت. لان زانگ از سال ۱۳۵۷ تا ۱۹۷۷ به عنوان یک پادشاهی متحد وجود داشته و از سال ۱۷۰۷ تا ۱۷۵۹ به سه پادشاهی رقیب لوآنگ پرابانگ، وینتیان و چامپاساک تقسیم می‌شد؛ از سال ۱۷۷۹–۱۸۹۳ به تصرف سیام درآمد، و سپس در سال ۱۸۹۳ در قالب تحت‌الحمایه فرانسوی لائوس دوباره یکپارچه شد. مرزهای امروزی کشور لائوس توسط دولت استعمار فرانسه در اواخر قرن ۱۹ و اوایل قرن بیستم تعیین شد.